# Dysoptus spilacris
Dysoptus spilacris là một loài bướm đêm thuộc họ Arrhenophanidae. It is common in both primary and secondary forests in La Selva, Costa Rica. Nó cũng được tìm thấy ở gần vườn quốc gia Braulio Carrillo và ở bang Mexico Veracruz.
Chiều dài cánh trước là 4-5.6 mm đối với con đực and about 8.8 mm đối với con cái.